# Río Essonne
El río Essonne es un afluente del Sena por la izquierda con 97 km de longitud, que fluye en los departamentos de Sena y Marne, Loiret y Essonne y también en las regiones de Centro Valle Loira y Isla de Francia. 
Desemboca en Corbeil-Essonnes (Essonne) y nace en Chilleurs aux Bois (Loiret).

## Nacimiento
El río Essonne se forma al juntarse estos dos ríos: el Oeuf y el Rimarde en Aulnay la Rivière (Loiret).
- Datos: Q534813
- Multimedia: Essonne River / Q534813